# Kevin Cogan
Kevin Cogan, född 31 mars 1956 i Culver City i Kalifornien, är en amerikansk racerförare. 

## Racingkarriär
Cogan försökte kvalificera sig till två formel 1-lopp i början av 1980-talet i Nordamerika, men han misslyckades vid båda tillfällena.
Han började köra i Indycar 1982 men hans karriär blev kortvarig på grund av en serie olyckor och 1993 lade han av med racing helt.

## F1-karriär
| Säsong | Stall/Tillverkare   | Poäng | Placering |
| ------ | ------------------- | ----- | --------- |
| 1980   | RAM (Williams-Ford) | 0     | –         |
| 1981   | Tyrrell-Ford        | 0     | –         |